# Bunyip, Victoria
Bunyip är en del av en befolkad plats i Australien. Den ligger i kommunen Cardinia och delstaten Victoria, omkring 73 kilometer sydost om delstatshuvudstaden Melbourne. Antalet invånare är 2 232.
Närmaste större samhälle är Pakenham South, omkring 18 kilometer väster om Bunyip.
Trakten runt Bunyip består till största delen av jordbruksmark. Runt Bunyip är det glesbefolkat, med 17 invånare per kvadratkilometer. Genomsnittlig årsnederbörd är 1 332 millimeter. Den regnigaste månaden är juni, med i genomsnitt 166 mm nederbörd, och den torraste är januari, med 57 mm nederbörd.